# Doc's United FC
El Doc's United es un equipo de fútbol de Anguila que milita en la Liga de Fútbol de Anguila, la máxima división del territorio. Así como todos los demás equipos de Anguila, suele jugar sus partidos en el Centro Raymond Gordon Ernest Guishard, un estadio al costado del Parque Ronald Webster.

## Historia
Fue fundado en 2007, está situado en George Hill en el centro de la Isla de Anguila al suroeste de la capital El Valle. Es un equipo amateur conformado por futbolistas que no se dedican al fútbol de forma total, es decir que desempañan otros trabajos además de no recibir un sueldo del equipo; incluso en la temporada 2020 la plantilla sobrepasaba los 30 años en promedio
En 2020 ganaron el trofeo The Knockout Cup en una final emocionante ante el Enforcers FC y ese mismo año llegaron a la final de la Liga de Fútbol de Anguila cayendo 3-0 ante el Roaring Lions en la final del campeonato. Logrando así el subcampeonato y terminando una temporada exitosa, se destacan las actuaciones de Steve Lawrence y Stewart Murray quienes figuraron en el top 10 de goleadores del torneo

### El primer campeonato
En el año 2023 el Doc's United logró alcanzar su primer título en la Anguilla Football League después de varias temporadas de mostrar un buen desempeño en la liga. El formato para la competición del 2023 cambió para determinar al campeón por medio de la posición en la tabla, a dos juegos contra cada uno de los 9 equipos participantes; sin ninguna eliminación directa posterior. Fue así que el Doc's United terminó en la primera posición de forma invicta, con 14 victorias y dos empates para un total de 16 encuentros disputados. También cabe resaltar que la diferencia de goles fue destacada, logrando una diferencia de +93 y marcando un total de 100 goles. Durante la campaña tres jugadores del Doc's United destacaron en la tabla de goleo de la liga, Jonathan Guishard con 30 goles, José Torres con 25 y Jermaine Ricketts con 13 ocupando la primera, segunda y cuarta posición respectivamente.

### El bicampeonato
En el 2024 el club logró el bicampeonato con otra campaña impresionante que también resultó invicta. Aunque no se igualó la cantidad de goles anotados en la campaña anterior, se logró superar la cantidad de puntos del certamen del 2023 alcanzando los 46 puntos de 48 posibles, obteniendo 15 victorias y solo un empate.
| Temporada | Posición | Resultado     |
| --------- | -------- | ------------- |
| 2007-08   | 5.º      |               |
| 2008-09   | ?        |               |
| 2009-10   | ?        |               |
| 2010-11   | ?        |               |
| 2011-12   | ?        |               |
| 2012-13   | 5.º      |               |
| 2013-14   | ?        |               |
| 2014-15   | 7.º      |               |
| 2015-16   | 5.º      |               |
| 2016-17   | 9.º      |               |
| 2018      | 8.º      |               |
| 2020      | 3.º      | Subcampeón    |
| 2021      | 4.º      |               |
| 2022      | 1.º      | Tercer puesto |
| 2023      | 1.º      | Campeón       |
| 2024      | 1.º      | Campeón       |

## Participación en competencias internacionales
El Doc's United fue el primer equipo de Anguila en jugar un torneo oficial internacional.
| Temporada | Torneo               | Ronda  | Club             | Resultado |
| --------- | -------------------- | ------ | ---------------- | --------- |
| 2025      | CFU Club Shield 2025 | Grupos | Club Franciscain | 6-1       |
| 2025      | CFU Club Shield 2025 | Grupos | Dublanc FC       | 2-1       |

## Estadio
El equipo juega sus partidos regularmente en el Estadio Centro Raymond Gordon Ernest Guishard donde también juegan el resto de los clubes de la liga.

## Palmarés
- Liga de Fútbol de Anguila:

Campeón (2) 2023, 2024 | Subcampeón 2020
- The Knockout Cup:

Campeón 2020